# Crayssac
Crayssac település Franciaországban, Lot megyében. Lakosainak száma 823 fő (2022. január 1.). Crayssac Caillac, Catus, Espère, Labastide-du-Vert, Luzech, Nuzéjouls, Parnac és Saint-Médard községekkel határos.

## Népesség
A település népességének változása:
| Lakosok száma | 244  | 393  | 413  | 664  | 763  | 769  | 770  | 778  | 781  | 823  |
|               | 1968 | 1982 | 1990 | 2006 | 2013 | 2015 | 2017 | 2019 | 2020 | 2022 |